# Божу
Божу (рум. Boju) — село у повіті Клуж в Румунії. Входить до складу комуни Кожокна.
Село розташоване на відстані 310 км на північний захід від Бухареста, 15 км на південний схід від Клуж-Напоки.

## Населення
За даними перепису населення 2002 року у селі проживали 554 особи.
Національний склад населення села:
| Національність | Кількість осіб | Відсоток |
| -------------- | -------------- | -------- |
| румуни         | 547            | 98,7%    |
| угорці         | 7              | 1,3%     |

Рідною мовою назвали:
| Мова      | Кількість осіб | Відсоток |
| --------- | -------------- | -------- |
| румунська | 546            | 98,6%    |
| угорська  | 8              | 1,4%     |